# Даташвили, Александр Иосифович
Александр Иосифович Даташвили (8 июня 1929 года, Тбилиси, ССР Грузия — 2003 год, Тбилиси, Грузия) — советский хозяйственный, государственный и политический деятель, бригадир комплексно-проходческой бригады строительно-монтажного поезда № 213 Министерства транспортного строительства СССР, гор. Тбилиси Грузинской ССР. Герой Социалистического Труда (1980).

## Биография
Родился в 1929 году в Тбилиси. С 1942 году обучался в фабрично-заводской школе обучения в Тбилиси. С 1945 года — строитель. С 1950 по 1954 года проходил срочную службу в Красной Армии. В последующие годы трудился строителем-монтажником, бригадиром комплексно-проходческой бригады строительно-монтажного поезда № 213 Министерства транспортного строительства СССР. С 1957 года член КПСС.
Указом Президиума Верховного Совета СССР от 28 января 1980 года за «выдающиеся производственные успехи, достигнутые при строительстве и вводе в эксплуатацию второй очереди метрополитена в городе Тбилиси», присвоено звание Героя Социалистического Труда с вручением ордена Ленина и золотой медали «Серп и Молот».
Этим же указом званием Героя Социалистического Труда был награждён начальник Тбилисского управления тоннельного строительства Виктор Давидович Гоциридзе.
Делегат XXVI и XXVII съезда КПСС, XIX партконференции.
Почётный гражданин города Тбилиси (1988), заслуженный строитель Грузинской ССР (1971).
В 1990 году вышел на пенсию. Жил в Тбилиси. Умер в 2003 году.